# Barão do Triunfo
Barão do Triunfo este un oraș în Rio Grande do Sul (RS), Brazilia.